# Schepseskaf
Schepseskaf war der siebente und letzte zeitgenössisch belegte König (Pharao) der altägyptischen 4. Dynastie des Alten Reichs. Er regierte etwa von 2510 bis 2500 v. Chr. Über seine Person existieren nur sehr wenige Zeugnisse. Die einzigen bekannten Ereignisse aus seiner kurzen Regierungszeit sind die Vollendung der Tempelanlage der Mykerinos-Pyramide und der Bau seiner eigenen Grabanlage in Sakkara-Süd.

## Herkunft und Familie
Die familiären Verhältnisse Schepseskafs liegen weitgehend im Dunkeln. Da durch ein Dekret belegt ist, dass er den Totentempel seines Vorgängers Mykerinos vollenden ließ, nahm George Andrew Reisner an, dass er dessen Sohn sein müsse. Diese Annahme kann allerdings nicht als sicher gelten, da in dem Dekret keine Verwandtschaftsangabe enthalten ist. Die Fertigstellung der Grabanlage durch den Nachfolger eines verstorbenen Pharaos ist außerdem nicht davon abhängig, ob ein Verwandtschaftsverhältnis besteht.
Die Mutter von Schepseskaf ist unbekannt. Unklar ist auch das Verhältnis zu drei weiteren Frauen. Bei Chamaat, die den Titel einer Königstochter trägt, könnte es sich entweder um eine Tochter von Schepseskaf oder von Userkaf, dem ersten Herrscher der 5. Dynastie, handeln. Die in Gizeh bestattete Königin Bunefer könnte seine Gemahlin oder seine Tochter gewesen sein, gleiches gilt für Chentkaus I.

## Herrschaft
Schepseskaf regierte nur wenige Jahre, die genaue Länge seiner Herrschaft ist allerdings unsicher. Der Königspapyrus Turin, der im Neuen Reich entstand und ein wichtiges Dokument zur ägyptischen Chronologie darstellt, gibt vier Jahre und einige Monate an, der im 3. Jahrhundert v. Chr. lebende ägyptische Priester Manetho nennt sieben Jahre. Das höchste zeitgenössisch belegte Datum ist ein „Jahr nach dem ersten Mal der Zählung“ (gemeint ist eine landesweite Zählung des Viehs zum Zwecke der Steuererhebung), welches seinem zweiten Regierungsjahr entspricht. Mehrheitlich wird in der Ägyptologie dem Königspapyrus Turin folgend eine Regierungslänge von vier bis fünf Jahren angenommen, vereinzelt wird aber auch wegen der Größe seines Grabmals eine längere Regierungszeit von sieben bis acht Jahren in Betracht gezogen.
Sein erstes Regierungsjahr ist zum Teil auf dem Palermostein erhalten. Demnach bestieg er am 25. Peret IV den Thron. Das genaue Datum ließ sich aus der Kalenderjahrregelung im ägyptischen Verwaltungskalender ermitteln, der für die Regierungszeiten maßgebend war. Auf dem Fragment wird auch von den Thronbesteigungszeremonien im Rahmen des Vereinigungsfestes der beiden Länder berichtet, wie beispielsweise Erscheinen des Königs von Ober- und Unterägypten und Umzug um die Mauer. Geburt des Upuaut. Daneben scheint auch die Wahl des Begräbnisstandortes vermerkt zu sein, obwohl letzterer Eintrag etwas zerstört ist und eine andere Interpretation möglich ist. Mit Sicherheit wird dort zumindest Qebeh Schepseskaf, der Name seines Grabmales, genannt.
Außer den Angaben zur Thronbesteigung und seiner Bautätigkeit sind keine Ereignisse aus Schepseskafs Regierungszeit überliefert. Der Übergang zur 5. Dynastie nach seinem Tod ist noch größtenteils unklar. Zwischen ihm und Userkaf scheint für lediglich zwei Jahre ein König geherrscht zu haben, den Manetho Thamphthis nennt, der aber zeitgenössisch nicht belegt ist. Auch Chentkaus I. wird teilweise als kurzzeitige Herrscherin oder Regentin in Betracht gezogen.

## Bautätigkeit

### Gizeh
Da sein Vorgänger Mykerinos noch vor der Fertigstellung seiner Pyramidenanlage verstarb, hatte Schepseskaf die Verantwortung, sie zu vollenden. Während die eigentliche Pyramide unter Mykerinos wohl noch fertiggestellt worden war, waren vom Totentempel, dem 600 m langen Aufweg und dem Taltempel lediglich die Fundamente begonnen worden. Schepseskaf vollendete die Bauten in zeitsparender Ziegel-Bauweise. Diese Arbeiten sind durch zwei Stelen bezeugt, die Schepseskaf im Totentempel der Mykerinos-Pyramide aufstellen ließ.

### Sakkara-Süd
Hauptartikel: Mastabat al-Firʿaun

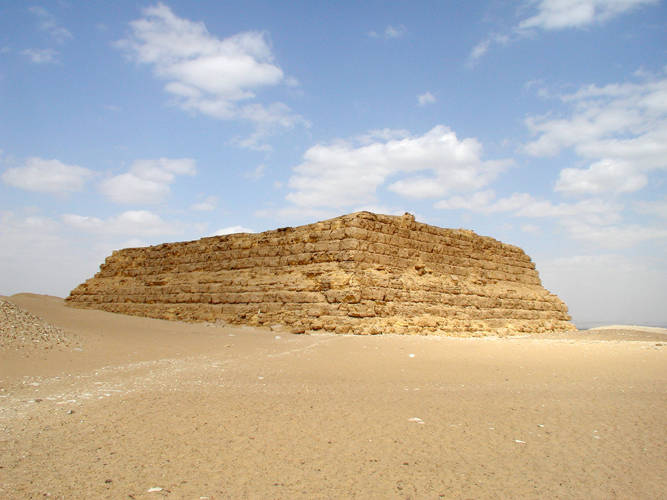
Die Mastaba des Schepseskaf

Sein eigenes Grabmal errichtete Schepseskaf in Sakkara-Süd, auf halbem Wege zwischen der Stufenpyramide des Djoser in Sakkara und den Pyramiden des Begründers der 4. Dynastie Snofru in Dahschur. Er wich hierbei von dem inzwischen etablierten Konzept der Pyramide als königliche Grabanlage ab und griff stattdessen auf die ältere Form der Mastaba zurück. Sein Grab, das unter dem Namen Mastabat al-Firʿaun bekannt ist, besteht im Kern aus zwei Stufen und hat eine Länge von 99,6 m, eine Breite von 74 m und eine Höhe von etwa 18 m. Als Baumaterial diente roter Sandstein, die Verkleidung bestand ursprünglich aus Tura-Kalkstein und in der untersten Steinlage aus Rosengranit.
Beim Bau des unterirdischen Kammersystems behielt er allerdings das bei den Pyramiden verwendete Konzept bei. Der Eingang liegt an der Nordseite der Mastaba. Die Bauarbeiten am Kammersystem sind nicht vollendet worden. Der Sarkophag, der wohl aus Grauwacke oder Basalt gefertigt wurde, ist nur noch in Fragmenten erhalten.

## Statuen

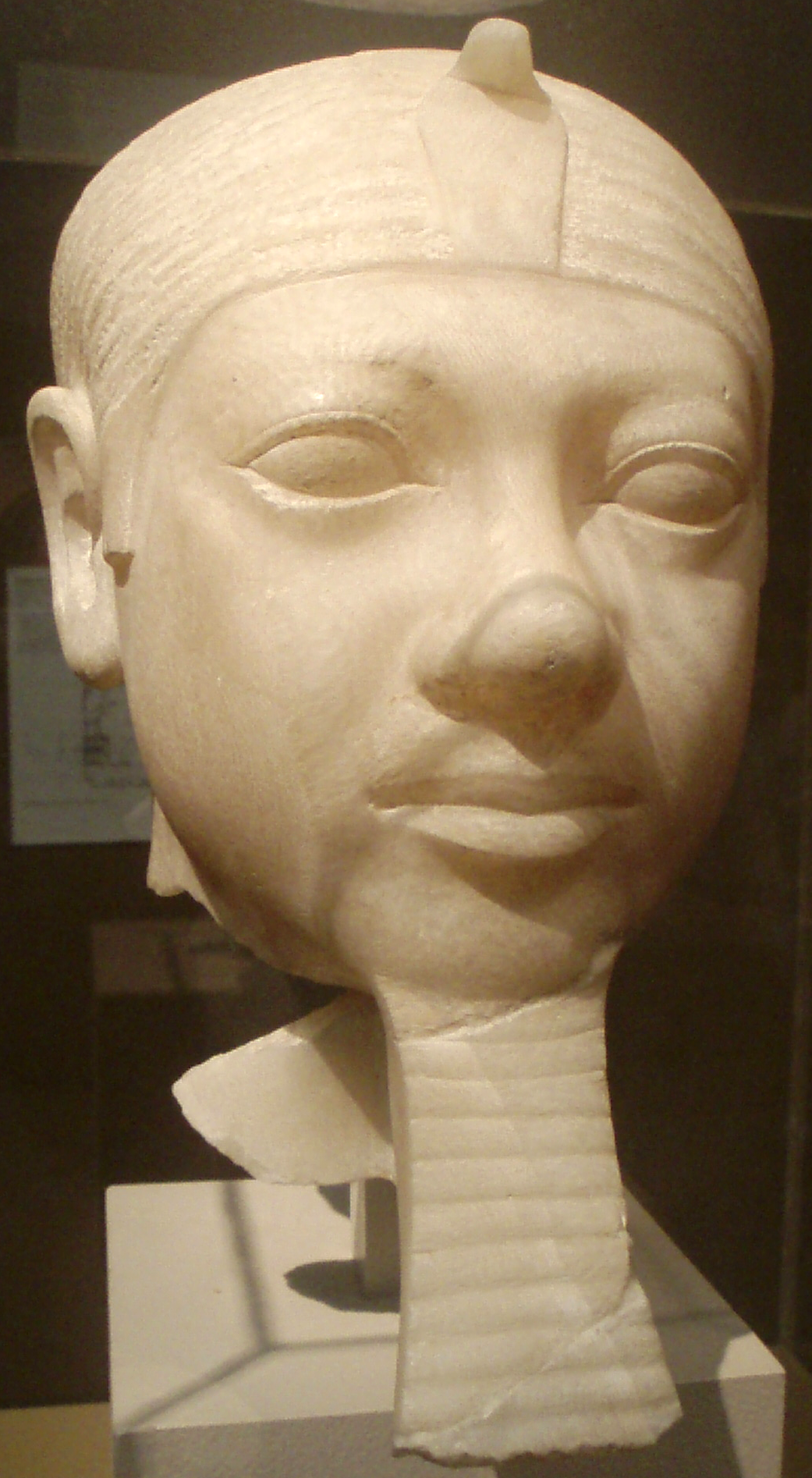
Kopf einer Alabaster-Statue, die früher Schepseskaf, heute allerdings überwiegend Mykerinos zugeschrieben wird; Museum of Fine Arts, Boston

Es existiert keine annähernd vollständig erhaltene Statue, die zweifelsfrei das Abbild des Schepseskaf zeigt. Im Totentempel seiner eigenen Grabanlage wurden nur Fragmente der unteren Hälfte einer Sitzstatue gefunden. Sie bestehen aus Dolerit und befinden sich heute im Ägyptischen Museum in Kairo (Kairo JE 40704). Bei einem weiteren Stück ist unklar, ob es Schepseskaf darstellt. Es handelt sich um einen Statuenkopf aus Alabaster, der sich heute im Museum of Fine Arts in Boston (Boston 09.203) befindet und der von George Andrew Reisner Anfang des 20. Jahrhunderts im Taltempel der Mykerinos-Pyramide entdeckt wurde. Da das Fundstück ein sehr jugendliches Gesicht zeigte, zog Reisner die Möglichkeit in Betracht, dass es sich nicht um ein Bildnis des Mykerinos, sondern des Schepseskaf handeln könnte. Bestärkt wurde er in dieser Annahme, da er in der Nähe weitere Fragmente aus Alabaster fand, von denen eines den Namen des Schepseskaf trug. Heute wird allerdings überwiegend davon ausgegangen, dass der Statuenkopf tatsächlich Mykerinos darstellt, da die Gesichtszüge denen von anderen Statuen dieses Königs sehr ähnlich sind.

## Schepseskaf im Gedächtnis des Alten Ägypten

### Altes Reich
Schepseskaf scheint nach seinem Ableben nur einen sehr geringen Totenkult genossen zu haben, was wohl auf seine recht kurze Regierungszeit zurückzuführen ist. Lediglich drei Totenpriester und mit dem Totenkult in Zusammenhang stehende Beamte sind für ihn belegt. Diese Zahl ist verglichen mit den anderen Herrschern der 4. Dynastie äußerst gering, so sind etwa für Cheops 73 und für Mykerinos immer noch 21 Totenpriester und Beamte belegt. Der Kult scheint auch schneller erloschen zu sein als bei seinen Vorgängern. Während der Kult seiner Vorgänger noch bis in die 6. Dynastie anhielt, ist er für Schepseskaf nur bis in die 5. Dynastie nachweisbar.
Auch die wirtschaftliche Bedeutung des Kultes spielte unter Schepseskaf nur noch eine geringe Rolle. Für die Versorgung mit Opfergaben wurden üblicherweise zahlreiche landwirtschaftliche Güter (Domänen) angelegt. Für Cheops lassen sich ganze 60 Domänen nachweisen, für Schepseskaf aber lediglich zwei.

### Mittleres und Neues Reich
Die einzige bekannte Erwähnung des Schepseskaf im Mittleren Reich stammt von einem Relief, das ein Metzger namens Ptahhotep im Hof des Totentempels der Mastabat al-Firʿaun anbringen ließ. Offenbar war im frühen Mittleren Reich wieder eine Priesterschaft für Schepseskaf gegründet worden, denn Ptahhotep spricht auf dem Relief dessen Priester an, ihm (Ptahhotep) Opfergaben darzubringen. Er bedient sich also des Ansehens des verstorbenen Königs, um seine eigene Versorgung im jenseitigen Leben zu sichern.
Im Neuen Reich wurden während der 18. Dynastie im Hof der Mastabat al-Firʿaun mehrere einfache Gräber angelegt. In der folgenden 19. Dynastie fand unter Ramses II. ein landesweites Restaurierungsprogramm statt, das von seinem Sohn Chaemwaset geleitet wurde. Auch an Schepseskafs Grabmal sind Ausbesserungsarbeiten aus dieser Zeit inschriftlich bezeugt.